# Überbuchung
Eine Überbuchung (englisch overbooking) liegt in der Wirtschaft vor, wenn mehr Buchungen, Bestellungen oder Reservierungen für eine bestimmte Dienstleistung vorgenommen werden, als die eigentliche Kapazität oder Verfügbarkeit ermöglicht. Außerdem spricht man in der Informations- und Kommunikationstechnologie von Überbuchung beispielsweise bei der Bereitstellung einer vereinbarten Datenübertragungsrate für einen bestimmten Dienst.

## Allgemeines
Die Überbuchung zielt auf eine vollständige Auslastung der Kapazitäten ab. Bei einem Verzicht auf Überbuchung entstünde dagegen eine Unterauslastung durch leerbleibende Sitze oder Hotelbetten (Leerkosten), denn kurzfristige Stornierungen, Umbuchungen und das unangekündigte Nicht-Erscheinen (englisch no-show) führen dazu, dass einstmals verkaufte Dienstleistungen plötzlich wieder verfügbar sind, aber durch fehlende oder zu geringe Überbuchung nicht belegt werden (englisch spoilage). Lässt man in dieser Situation Überbuchungen zu, kann eine Vollauslastung erreicht werden. Erscheinen dann jedoch gleichzeitig die unerwarteten Kunden, kommt es zur Überbuchung mit der Folge der Abweisung von Kunden (englisch spill).
Die stärkere Nachfrage kann aus technischen Gründen nicht, wie beispielsweise in der Produktionswirtschaft, kurzfristig durch Lagerabbau oder Erhöhung der Produktion befriedigt werden. Einem Hotel steht beispielsweise lediglich eine kurzfristig nicht zu erhöhende, zulässige Zimmerkapazität zur Verfügung.

## Überbuchungen im Reisewesen
Überbuchungen im Reisewesen betreffen vor allem Flugreisen und Hotels.

### Flüge
Nach den Erfahrungen von Fluggesellschaften werden etwa 50 % aller Buchungen für eine bestimmte Flugreise nicht in Anspruch genommen, sondern innerhalb des Buchungszeitraumes durch Stornierung oder Umbuchung rückgängig gemacht oder durch No-shows am Abflugtag nicht genutzt. Um die hierdurch entstehenden Leerkosten zu verringern, werden Flüge systematisch überbucht. Erscheinen am Abflugtag wegen Überbuchung mehr Flugpassagiere als nach den Erfahrungswerten zu erwarten war und als Sitzplätze vorhanden sind, liegt eine Überbuchung vor. Diese verursacht der Fluggesellschaft Fehlmengenkosten durch Upgrade, Übernahme von Hotelkosten, Ausgleichszahlungen an die nicht beförderten Passagiere gemäß Art. 4 und Art. 7 Verordnung (EG) Nr. 261/2004 vom 11. Februar 2004 über eine gemeinsame Regelung für Ausgleichs und Unterstützungsleistungen für Fluggäste im Fall der Nichtbeförderung und bei Annullierung oder großer Verspätung von Flügen oder die Beschaffung alternativer Flugreisen durch konkurrierende Airlines. 
Eine Flugüberbuchung ist also der Umstand, dass durch den Luftfrachtführer für einen bestimmten Flug mehr Sitzplätze im Wege einer verbindlichen Sitzplatzbuchung vergeben werden als auf diesem Flug zur Verfügung stehen. Grund sind bei Normalflugpreisen die kurzfristigen Stornierungen der Flugbuchungen oder das Nicht-Erscheinen von Fluggästen, die zu unbesetzt bleibenden Sitzplätzen führen. Damit bei ausgebuchten Flügen nicht weitere Fluggäste wegen „Ausbuchung“ abgewiesen werden müssen, kommt es zu systematischen Überbuchungen. Es handelt sich um eine gängige Praxis der meisten Fluggesellschaften zur Verbesserung ihrer Kapazitätsauslastung. Etwa 5–30 % der gesamten Kapazitäten werden regelmäßig zur Überbuchung freigegeben.

### Hotels
Auch Hotels nehmen wegen möglicher Stornierungen, Umbuchungen oder No-shows mehr Reservierungen an, als Hotelzimmer pro Tag zur Verfügung stehen. Aufgrund der Erfahrung müssen auch sie damit rechnen, dass es zu kurzfristigen Stornierungen kommt oder dass Gäste unerwartet nicht erscheinen. Um den hieraus resultierenden Leerstand zu vermeiden, werden Überbuchungen zugelassen.

### Rechtsfragen
Da Überbuchungen meist vorsätzlich vorgenommen werden, sind sie nicht auf einen Irrtum zurückzuführen. Überbuchungen stellen daher eine Leistungsstörung dar, denn der Flug- oder Hotelgast hat bei seiner Buchung (mit der Reisebestätigung) oder Reservierung einen rechtsgültigen Vertrag geschlossen, der durch die Fluggesellschaft oder das Hotel nicht eingehalten wird. Handelt es sich bei Überbuchungen um den Teil einer Pauschalreise, muss der Reiseveranstalter eingreifen, denn es gilt der Reisevertrag, der wegen der Überbuchung einen Reisemangel gemäß § 651i Abs. 2 BGB aufweist. Dem Reisenden stehen alternativ Abhilfe-, Kündigungs-, Minderungs-, Rücktritts-, Schadensersatz- oder Aufwendungsersatzansprüche zu (§ 651i Abs. 3 BGB). Liegt dagegen eine Individualreise vor, gilt das allgemeine Vertragsrecht.
In allen EU-Mitgliedstaaten gilt seit Januar 2005 die Verordnung (EG) Nr. 261/2004 vom 11. Februar 2004, welche auch für Flüge innerhalb einer Pauschalreise gilt. Danach müssen alle Fluggesellschaften und Reiseveranstalter, die Fluggäste nicht befördern, diesen den folgenden Ausgleich zahlen:
- 250 Euro bei Flügen unter 1500 km oder
- 400 Euro bei Flügen innerhalb der Gemeinschaft über 1500 km und bei allen anderen Flügen zwischen 1500 und 3500 km oder
- 600 Euro bei allen sonstigen Flügen.

Dieser Ausgleich wird fällig, wenn es der Fluggesellschaft nicht gelingt, Freiwillige zu finden, die den Flug nicht antreten wollen. Diese versucht die Airline üblicherweise beim Checkin oder am Gate per Lautsprecherdurchsage zu finden, indem ihnen z. B. folgende Anreize geboten werden:
- Bargeldzahlung oder Erstattung des Ticketpreises
- Gutschein der Airline
- Verpflegung am Flughafen
- Umbuchung auf einen späteren Flug, ggf. einer anderen Airline oder in einer höheren Beförderungsklasse
- Falls der Ersatzflug am nächsten Tag stattfindet, eine Hotelübernachtung, ggf. mit Verpflegung

Der Gesamtwert der Anreize für die Freiwilligen übersteigt meist den o. g. Rechtsanspruch.
Bei Hotelüberbuchung innerhalb einer Pauschalreise liegt ein Reisemangel vor, der gemäß § 651m BGB zur Minderung des Reisepreises berechtigt (Frankfurter Tabelle).

### Wirtschaftliche Aspekte
Betriebswirtschaftlich abzuwägen sind bei Fluggesellschaften und Hotels die Fehlerkosten für die Beseitigung bzw. den Schadensersatz und deren Eintrittswahrscheinlichkeit mit den Mehreinnahmen der hundertprozentigen Belegung. Es handelt sich dabei um ein typisches Problem der Entscheidung unter Risiko. Die Reputation und Kundenzufriedenheit sind weitere Faktoren. Andererseits kann ein Anbieter, der überbucht, sein Produkt günstiger anbieten, was ihm einen Wettbewerbsvorteil verschafft. Der Überbuchungsgrad ist dabei der Punkt, an welchem die Summe aus Leerkosten und Fehlmengenkosten ein Minimum erreicht.

## Überbuchung von Studienplätzen
Universitäten sind ebenfalls stets bestrebt, alle verfügbaren Studienplätze auch tatsächlich zu besetzen, und arbeiten daher mit Überbuchungen. Zum einen wird so einer möglichen Absage durch Studierende begegnet, da sie bspw. die Zusage einer anderen Hochschule annehmen. Zum anderen werden potentielle Studienabbrecher in die Kalkulation einbezogen, um eine langfristige Auslastung der Studienplätze zu sichern. So überbuchen einige Hochschulen bspw. im Fach Medizin die Anzahl der tatsächlichen Studienplätze mit dem Faktor 1,3, um die beschriebenen Probleme zu vermeiden.

## Überbuchung in der Informations- und Kommunikationstechnologie

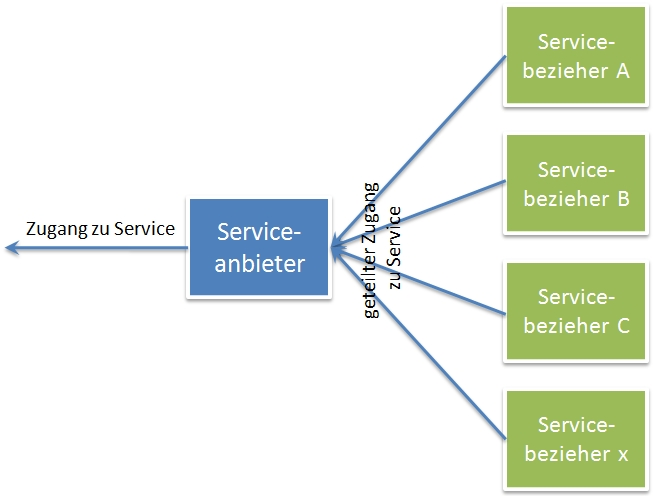
Überbuchung von Dienstleistungen

### Allgemeines
Bei der Konzeption einer Dienstleistung wird davon ausgegangen, dass nicht alle Servicebezieher (z. B. IT-Komponenten) die vereinbarte Dienstleistung nutzen, weshalb die Dienstleistung im schlechtesten Fall einigen Beziehern nicht oder nicht zur Gänze bereitsteht. Dabei ergeben sich für den Dienstleister betriebswirtschaftliche Vorteile durch eine nicht auf die Maximallast zu dimensionierende Struktur oder durch die Reduzierung von ungenutzten Restkapazitäten der für die Servicebereitstellung beanspruchten Ressourcen.

### Anwendungsgebiete
Anwendung findet Überbuchung in der Informations- und Kommunikationstechnologie beispielsweise bei der Bereitstellung einer vereinbarten Datenübertragungsrate für ein bestimmtes Service. So werden Netzwerkverbindungen in Firmennetzwerken, Telefonnetze, Internetzugänge und andere WAN-Netze von Providern (bspw. Frame-Relay) überbucht, indem die Summe der einzelnen Datenübertragungsraten höher ist als die Datenübertragungsrate der Backbone-Anbindung. Zu Zeitpunkten, in denen nicht alle Servicebezieher gleichzeitig die volle Datenübertragungsrate beanspruchen, wird den aktiven Servicebeziehern die volle oder eine zufriedenstellende Geschwindigkeit bereitgestellt. In Kommunikationsnetzen gibt es charakteristischerweise Spitzenzeiten (bspw. in Firmennetzen morgens bei Arbeitsbeginn), in welchem es zu einer Serviceeinschränkung für die einzelnen Dienstleistungsnutzer kommt. Dabei kann die Datenübertragungsrate für einzelne oder alle Benutzer beschränkt sein oder die Dienstleistung steht gänzlich nicht zur Verfügung.
Überbucht wird auch Rechenleistung von IT-Systemen, dabei wird die Leistung von Server oder Großrechner nicht auf die maximal mögliche Belastung ausgelegt.